# Aéroport d'Amsterdam-Schiphol
Pour les articles homonymes, voir AMS.
L'aéroport d'Amsterdam-Schiphol (en néerlandais Luchthaven Schiphol, prononcé /ˈsxɪpɦɔl/), plus simplement Schiphol (code IATA : AMS • code OACI : EHAM), est le principal aéroport international des Pays-Bas et l'un des aéroports les plus fréquentés d'Europe. Il est situé à 17,5 km au sud-ouest du centre d'Amsterdam, dans l'est de la commune de Haarlemmermeer.
Avec 71 707 144 passagers en 2019, il est le troisième aéroport du continent en nombre de voyageurs après Londres-Heathrow et Paris-Charles-de-Gaulle (CDG). En 2008, il se place troisième pour le trafic fret avec 1 559 000 tonnes derrière CDG et Francfort-sur-le-Main. Schiphol est la base principale de la KLM et ses filiales KLM Cityhopper, Martinair et Transavia. L'aéroport sert également de plate-forme de correspondance à EasyJet, TUI, Corendon Dutch Airlines et Vueling, ainsi qu'à Delta Air Lines pour les vols européens.

## Histoire

### XXesiècle

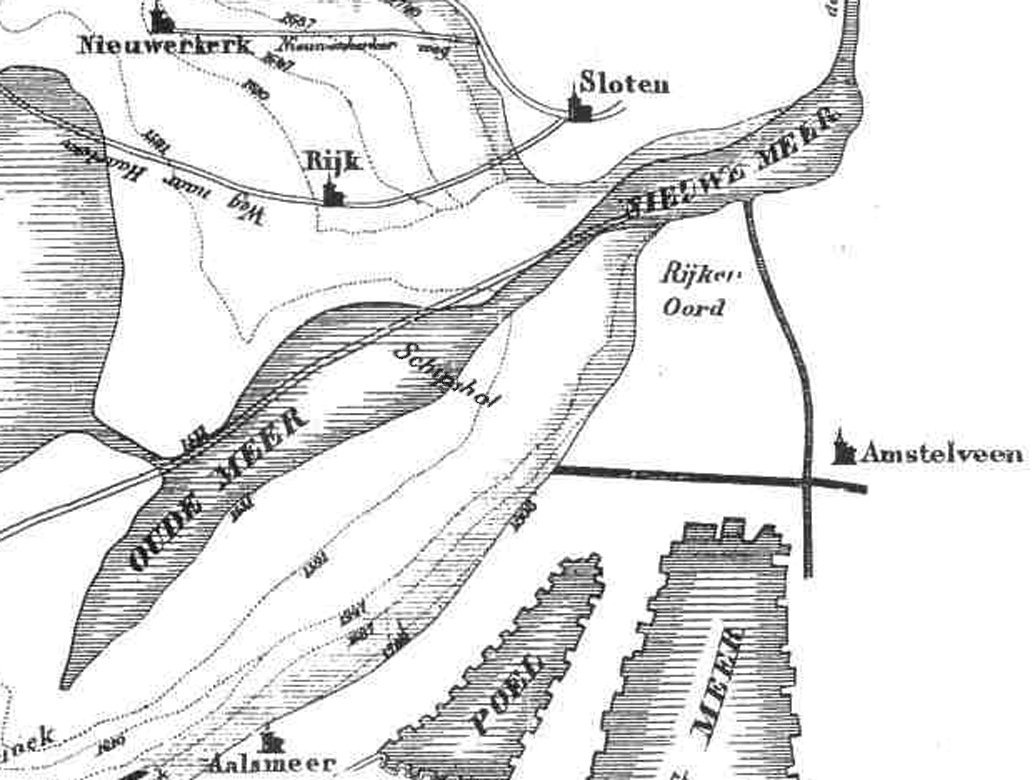
L'est du Haarlemmermeer en 1740.

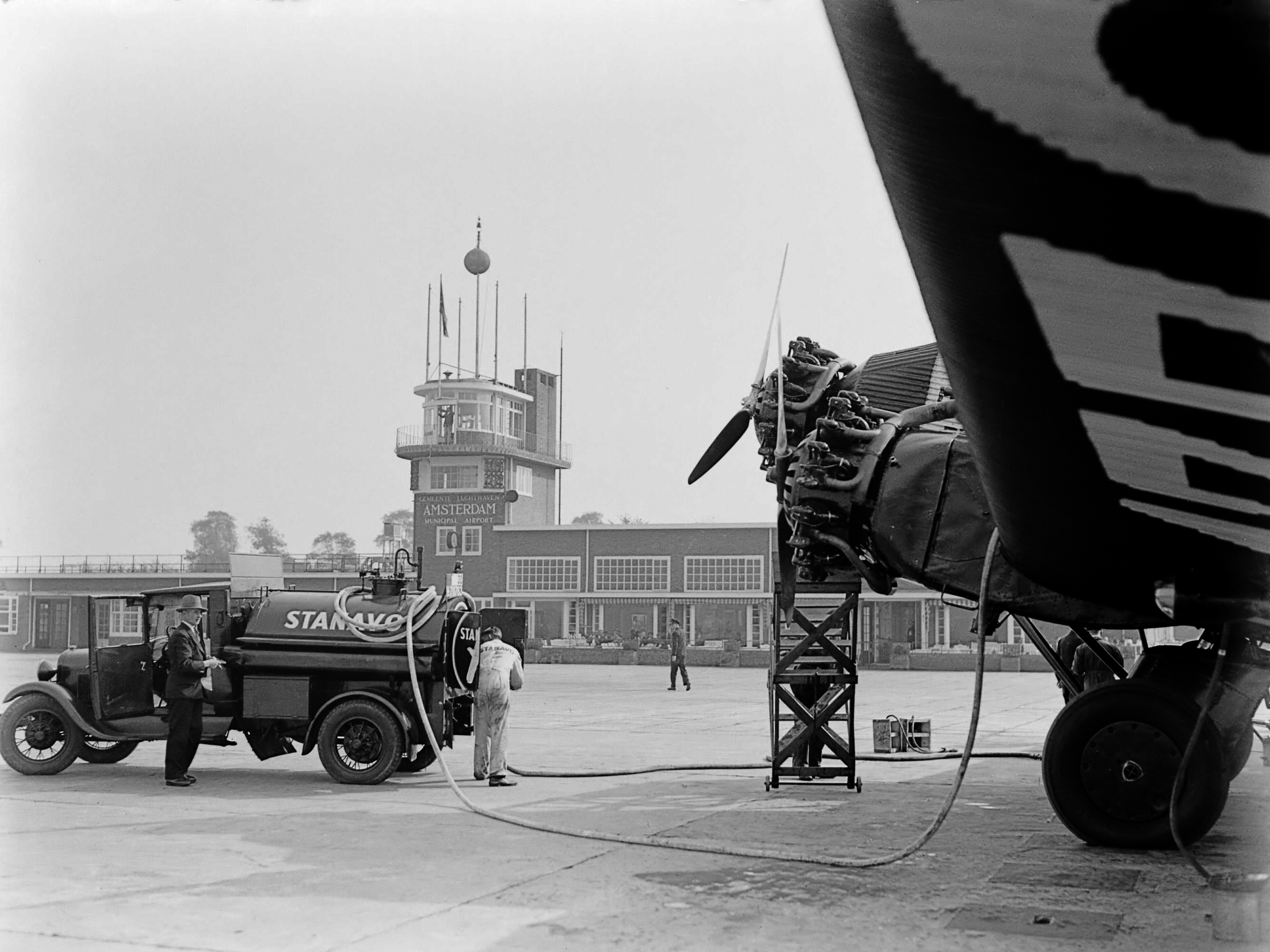
Photographiés en 1933 à Schiphol par Willem van de Poll, le ravitaillement en carburant d'un Junkers G 31 et à l'arrière plan, des installations de l'aéroport, dont la tour de contrôle.

Originellement, un « Fort Schiphol » faisant partie de la ligne de défense d'Amsterdam, une ceinture de fortifications autour de la ville, se trouve près du site de l'actuel aéroport. Avant 1852, le polder de Haarlemmermeer (qui jouxte aujourd'hui Schiphol) n'existe pas encore et il y a là un grand lac, connu pour ses orages soudains et violents. De là vient le nom du lieu : un bras du lac, se trouvant près de la commune de Amstelveen, s'appelle le Schipshol, littéralement « schip hol », « le trou, le refuge à bateau ».
La base aérienne militaire qui est créée là en septembre 1916 est un simple aérodrome composé de quelques baraques, un pré servant de piste. Il devient civil le 17 mai 1920. Quand les premiers appareils civils commencent à l'utiliser, à partir de décembre 1920, il est parfois appelé le « marais Schiphol ». Les pilotes français l'appellent, eux, ironiquement « Schiphol-les-Bains », parce qu'un avion Farman Goliath s'y est enfoncé dans la boue.
Le petit aéroport voit son trafic passager exploser en 1928, nombre de journalistes, athlètes et personnalités se rendant alors à Amsterdam pour les Jeux olympiques y étant organisés. Le constructeur Fokker commence sa production d'avions à côté de l'aéroport en 1951. En 1963, commencent des travaux pour agrandir significativement l'aéroport et créer quatre nouvelles pistes : le village de Rijk est démoli et le nouvel aéroport, plus à l'ouest que l'originel, est inauguré en 1967, tout comme le passage de l'autoroute A4 par Schiphol. En 1977, la construction du centre d'affaires de l'aéroport est finie. Dans les années 1980, un autre aéroport est envisagé dans le Markerwaard pour soulager celui-ci, mais le projet est abandonné.

### XXIesiècle
L'ancien musée national de l'aéronautique Aviodrome, situé sur le terrain de l'aéroport d'Amsterdam-Schiphol, est transféré à l'aéroport de Lelystad (nl) en 2003. Il compte notamment une réplique du bâtiment principal de Schiphol de 1928. La même année, une extension de l'autoroute A5 longeant l'aéroport à l'est et la sixième piste dénommée Polderbaan sont mises en service. Le 25 février 2009, le vol Turkish 1951 s'écrase à l'atterrissage avec 135 personnes à bord, faisant près de neuf morts dont les trois pilotes de l'appareil.
En 2010, la première bibliothèque permanente d'aéroport ouvre à Schiphol. Elle est gérée par une association à but non lucratif, ProBiblio, qui soutient les bibliothèques publiques néerlandaises et dispose en 2016 d'environ 1 250 volumes, comprenant des œuvres de fiction néerlandaises traduites dans une trentaine de langues, ainsi que plusieurs IPads dont le contenu numérique traite essentiellement de la culture hollandaise.
Le 29 août 2012, lors de travaux sur le tarmac aux abords de la branche d'embarquement C, une bombe allemande datant de la Seconde Guerre mondiale est déterrée : une partie des bâtiments est évacuée le temps de sa mise à feu contrôlée. Dans la nuit du 12 au 13 avril 2016, l'aéroport est une nouvelle fois évacué, car un Polonais ivre se trouvant dans l'aéroport appelle la police, déclarant porter des engins explosifs, dans un contexte d'attentats terroristes en Europe. Le 1er août suivant, la police arrête un homme sur l'autoroute A4, dont le trafic est interrompu, car il affirme avoir embarqué dans son bus avec une bombe. Il est relâché le lendemain, la police déclarant qu'il est mentalement perturbé mais inoffensif.

## Situation

### Carte des aéroports du Royaume des Pays-Bas
| Amsterdam Eindhoven Groningue Maastricht-Aix-la-Chapelle Rotterdam-La Haye |

| Bonaire Saba Saint-Eustache Curaçao Aruba Saint-Martin |

## Structure

Logotype de l'aéroport.

Plan de l'aéroport.

Pays desservis depuis Schiphol en 2013.

Schiphol possède six pistes. L'aéroport comprend une aérogare unique, qui sous un même toit réunit trois halls reliés entre eux, eux-mêmes composés des branches d'embarquement de B à H. La construction de la branche A, annoncée en 2012, devrait être achevée en 2020, pour porter la capacité totale de Schiphol à 80 millions de passagers par an. En Europe continentale, il vise à long terme à être la première plate-forme de correspondance aéroportuaire par trafic passager. Schiphol est l'un des aéroports avec les plus grandes capacités d'extensions, les champs à l'ouest lui permettant d'envisager la construction d'une seconde aérogare.
Schiphol est la base des compagnies KLM Royal Dutch Airlines, Martinair Holland et Transavia. En raison du trafic intense et des coûts aéroportuaires élevés, de plus en plus de vols charters ou de compagnies aérienne à bas prix partent d'aéroports plus petits comme ceux de Groningue, Rotterdam, Eindhoven et Maastricht. Certaines compagnies à bas prix, telles EasyJet et Ryanair, continuent cependant d'utiliser le terminal H de Schiphol qui leur est dédié. Le gouvernement prévoit aux alentours de 2040 d'utiliser l'aéroport de Lelystad comme complémentaire de Schiphol, pour les vols charter notamment.
L'aéroport est également équipé d'une gare ferroviaire, desservie par le Thalys et les trains régionaux NS. Ouverte en 1978, elle est enterrée en 1995 pour dégager le Schiphol Plaza, un espace commerçant de plusieurs milliers de mètres carrés. Schiphol fut également l'un des premiers aéroports au monde à proposer des bureaux sur son territoire, joignables à pied depuis l'aérogare. Ils sont connus sous le nom de World Trade Center.
La tour de contrôle du trafic aérien est lors de son inauguration en 1991 la plus haute du monde, culminant à 101 mètres. Il en est construite une seconde en 2003, en bout de la piste nouvellement inaugurée. Schiphol est en outre l'un des aéroports le plus bas au monde puisqu'à 3 mètres au-dessous du niveau de la mer. Son ravitaillement en carburant aviation est assuré par le réseau d'oléoducs en Centre-Europe de l’OTAN.
L'aéroport a gagné plus de 120 prix. En 1980, 1981, 1984, 1985, 1986, 1990 et 2003, il est élu meilleur aéroport du monde. Il reçoit le titre de Meilleur aéroport européen durant quinze années consécutives (de 1988 à 2003) et a également gagné le prix de Meilleur aéroport pour voyages d'affaire. Cela est dû en partie à son organisation et à son confort mais aussi grâce à un nombre important de vols européens et intercontinentaux. En 2005, Schiphol desservait en vol direct plus de 260 destinations dans 91 pays. Il possède actuellement quatre étoiles dans la notation Skytrax comme seulement treize autres aéroports.

## Spécial
L'aéroport abrite une antenne du Rijksmuseum Amsterdam, qui présente des expositions temporaires dont l'entrée est gratuite. La zone d'exposition se trouve derrière le contrôle des passeports et n'est donc accessible qu'aux passagers.

## Statistiques
Le graphique qui aurait dû être présenté ici ne peut pas être affiché car il utilise l'ancienne extension Graph, désactivée pour des questions de sécurité. Des indications pour créer un nouveau graphique avec la nouvelle extension Chart sont disponibles ici.

Voir la requête brute et les sources sur Wikidata.

### Zoom sur l'impact du covid de 2019-2020
Le graphique qui aurait dû être présenté ici ne peut pas être affiché car il utilise l'ancienne extension Graph, désactivée pour des questions de sécurité. Des indications pour créer un nouveau graphique avec la nouvelle extension Chart sont disponibles ici.

Voir la requête brute et les sources sur Wikidata.
| Année | Mouvements | Passagers  | Fret (t)  |
| ----- | ---------- | ---------- | --------- |
| 1997  | 361 910    | 31 021 002 | 1 161 234 |
| 1998  | 388 218    | 33 946 104 | 1 171 252 |
| 1999  | 405 764    | 36 425 113 | 1 180 717 |
| 2000  | 428 689    | 39 270 610 | 1 222 594 |
| 2001  | 428 482    | 39 309 441 | 1 183 208 |
| 2002  | 413 544    | 40 587 562 | 1 239 900 |
| 2003  | 404 376    | 39 808 649 | 1 306 155 |
| 2004  | 414 898    | 42 425 392 | 1 421 115 |
| 2005  | 417 264    | 44 077 539 | 1 449 855 |
| 2006  | 436 266    | 45 988 966 | 1 526 552 |
| 2007  | 449 871    | 47 744 748 | 1 610 282 |
| 2008  | 441 865    | 47 391 711 | 1 567 712 |
| 2009  | 402 126    | 43 523 110 | 1 286 369 |
| 2010  | 397 414    | 45 136 882 | 1 512 251 |
| 2011  | 432 121    | 49 680 625 | 1 523 803 |
| 2012  | 434 124    | 50 975 592 | 1 483 446 |
| 2013  | 436 203    | 52 527 699 | 1 531 086 |
| 2014  | 449 007    | 54 940 534 | 1 633 192 |
| 2015  | 462 117    | 58 245 291 | 1 620 750 |
| 2016  | 491 070    | 63 526 363 | 1 661 679 |
| 2017  | 508 917    | 68 400 387 | 1 752 357 |
| 2018  | 512 028    | 70 956 594 | 1 708 132 |

## Compagnies et destinations
| Compagnies                    | Destinations |
| ----------------------------- | --- |
| Aegean Airlines               | Athènes E.-Venizélos |
| Aer Lingus                    | Cork, Dublin |
| Aeroméxico                    | Mexico-B. Juárez |
| Air Arabia Maroc              | Fès-Saïss, Nador, Tanger |
| Air Astana                    | Atyraw |
| Air Cairo                     | En saison charter : Hurghada |
| Air Canada                    | Toronto (Pearson) En saison : Montréal (P.-E.-Trudeau) |
| Air Europa                    | Madrid-Barajas |
| Air France                    | Lyon-Saint-Exupéry, Marseille-Provence, Paris-Charles de Gaulle |
| Air India                     | Delhi-Indira Gandhi |
| Air Malta                     | Malte |
| Air Serbia                    | Belgrade-Nikola-Tesla |
| Air Transat                   | En saison : Montréal (P.-E.-Trudeau), Toronto (Pearson) |
| airBaltic                     | Riga, Tallinn, Tampere/Pirkkala, Vilnius |
| AJet                          | Ankara Esenboğa, Istanbul-S. Gökçen |
| Amelia International          | Strasbourg |
| American Airlines             | Philadelphie En saison : Dallas-Fort Worth |
| Arkia                         | Tel Aviv - Ben Gourion |
| Austrian Airlines             | Vienne-Schwechat |
| British Airways               | Londres-City, Londres-Gatwick, Londres-Heathrow |
| Bulgaria Air                  | Sofia-Vrajdebna |
| Cathay Pacific                | Hong Kong |
| China Airlines                | Taïwan-Taoyuan |
| China Eastern Airlines        | Shanghai-Pudong |
| China Southern Airlines       | Canton-Baiyun, Pékin-Daxing, Shenzhen-Bao'an |
| Corendon Dutch Airlines       | - Antalya, - Fuerteventura, - Hurghada, - Lanzarote-Arrecife, - Las Palmas/Gran Canaria, - Madère-C. Ronaldo, - Ténériffe-Sud Reine Sofia En saison : - Alghero-Fertilia, - Alicante-Elche, - Dalaman, - Banjul, - Bodrum-Milas, - Bourgas, - Catane-Fontanarossa, - Corfou-I. Kapodístrias, - Dalaman, - Enfidha-Hammamet, - Ercan, - Faro, - Héraklion-N. Kazantzákis, - Ibiza, - Izmir-A. Menderes, - Kos, - Malaga-Costa del Sol, - Mytilène-O. Elýtis, - Natal, - Ohrid-Saint-Paul-l'Apôtre, - Palma de Majorque, - Prévéza-Aktion, - Rhodes-Diagoras, - Sal-A. Cabral, - Trapani-V. Florio (Birgi), - Zante D.-Solomós |
| Croatia Airlines              | Zagreb-Pleso En saison : Split |
| Delta Air Lines               | - Atlanta H.-Jackson, - Boston Logan, - Détroit, - Minneapolis-Saint-Paul, - New York-John F. Kennedy, - Portland, - Salt Lake City, - Seattle-Tacoma En saison : Orlando |
| easyJet                       | - Alicante-Elche, - Bâle-Mulhouse, - Belfast, - Bergame-Orio al Serio, - Berlin-Brandebourg, - Birmingham, - Bristol, - Copenhague-Kastrup, - Édimbourg, - Faro, - Fuerteventura, - Genève-Cointrin, - Glasgow, - Las Palmas/Gran Canaria, - Lisbonne-H. Delgado, - Liverpool-J.-Lennon, - Londres-Gatwick, - Londres-Luton, - Londres-Southend, - Londres-Stansted, - Malaga-Costa del Sol, - Manchester, - Milan-Linate, - Milan-Malpensa, - Naples-Capodichino, - Nice-Côte d'Azur, - Prague-Václav-Havel, - Tel Aviv - Ben Gourion, - Venise - Marco Polo En saison : - Brindisi Papola/Casale, - Charm el-Cheikh, - Corfou-I. Kapodístrias, - Dubrovnik, - Héraklion-N. Kazantzákis, - Hurghada, - Ibiza, - Innsbruck-Kranebitten, - Jersey, - Céphalonie - Lanzarote-Arrecife, - Marrakech-Ménara, - Mykonos, - Olbia-Costa Smeralda, - Palerme Falcone-Borsellino, - Palma de Majorque, - Pise-Galileo Galilei, - Pula, - Rhodes-Diagoras, - Rome Léonard-de-Vinci/Fiumicino, - Salzbourg-W. A. Mozart, - Split, - Ténériffe-Sud Reine Sofia, - Tromsø, - Zadar |
| EgyptAir                      | Le Caire |
| El Al                         | Tel Aviv - Ben Gourion |
| Emirates                      | Dubaï |
| Etihad Airways                | Abou Dabi |
| Eurowings                     | Hambourg-H.-Schmidt, Stuttgart |
| EVA Air                       | Bangkok-Suvarnabhumi, Taïwan-Taoyuan |
| Finnair                       | Helsinki-Vantaa |
| FlyOne                        | Chișinău |
| Garuda Indonesia              | Djakarta-S.-Hatta |
| Georgian Airways              | Tbilissi-C. Roustavéli |
| Iberia Express                | Madrid-Barajas |
| Icelandair                    | Reykjavik-Keflavík |
| ITA Airways                   | Milan-Linate, Rome Léonard-de-Vinci/Fiumicino |
| JetBlue                       | Boston Logan, New York-John F. Kennedy |
| Kenya Airways                 | Nairobi-J. Kenyatta |
| KLM                           | - Aalborg, - Aarhus, - Aberdeen-Dyce, - Abou Dabi, - Accra-Kotoka, - Ålesund, - Alicante-Elche, - Aruba-Reine-Beatrix, - Athènes E.-Venizélos, - Atlanta H.-Jackson, - Austin-Bergstrom, - Manama-Bahreïn, - Bangalore-Kempegowda, - Bangkok-Suvarnabhumi, - Barcelone-El Prat, - Bâle-Mulhouse, - Pékin-Capitale, - Belfast-G. Best, - Belgrade-Nikola-Tesla, - Bergen, - Berlin-Brandebourg, - Bilbao, - Billund, - Birmingham, - Bogota-El Dorado, - Bologne-Borgo Panigale, - Bombay-Chhatrapati-Shivaji, - Bonaire-Flamingo, - Bordeaux-Mérignac, - Boston Logan, - Brême, - Bristol, - Bruxelles-National, - Bucarest-H. Coandă, - Budapest-Ferenc Liszt, - Buenos Aires-Ezeiza, - Cagliari, - Calgary, - Cardiff-Rhoose, - Carthagène-R. Núñez, - Catane-Fontanarossa, - Chengdu-Shuangliu, - Chicago-O'Hare, - Copenhague-Kastrup, - Cork, - Curaçao, - Dammam-roi Fahd, - Dar es Salam-J. Nyerere, - Delhi-Indira Gandhi, - Denpasar-Bali, - Dresde, - Dubaï, - Dublin, - Durham Tees Valley, - Düsseldorf, - Édimbourg, - Edmonton, - Entebbe, - Florence-Peretola, - Fortaleza, - Francfort, - Gdańsk-L. Wałęsa, - Genève-Cointrin, - Gênes-Christophe-Colomb, - Glasgow, - Göteborg, - Graz-Thalerhof, - Guayaquil-J. J.-Olmedo, - Hambourg-H.-Schmidt, - Hangzhou-Xiaoshan, - Hanovre, - Helsinki-Vantaa, - Hong Kong, - Houston-George Bush, - Humberside, - Inverness, - Istanbul, - Djakarta-S.-Hatta, - Johannesbourg OR Tambo, - Katowice-Pyrzowice, - Kiev-Boryspil, - Kigali, - Kilimandjaro, - Cracovie-Jean-Paul II, - Kristiansand, - Kuala Lumpur, - Koweït, - Lagos-Murtala Muhammed, - Las Vegas-Harry-Reid, - Le Caire, - Le Cap, - Leeds-Bradford, - Lima-J. Chávez, - Linköping, - Lisbonne-H. Delgado, - Londres-City, - Londres-Heathrow, - Los Angeles, - Luxembourg-Findel, - Lyon-Saint-Exupéry, - Madrid-Barajas, - Malaga-Costa del Sol, - Manchester, - Manille-N. Aquino, - Marseille-Provence, - Mexico-B. Juárez, - Milan-Linate, - Milan-Malpensa, - Minneapolis-Saint-Paul, - Montpellier-Méditerranée, - Montréal (P.-E.-Trudeau), - Munich-F. J. Strauß, - Mascate, - Nairobi-J. Kenyatta, - Nantes-Atlantique, - Naples-Capodichino, - Newcastle, - New York-John F. Kennedy, - Nice-Côte d'Azur, - Norwich, - Nuremberg-A. Dürer, - Osaka-Kansai, - Oslo-Gardermoen, - Panama-Tocumen, - Paramaribo-J. A. Pengel, - Paris-Charles de Gaulle, - Port-d'Espagne - Piarco, - Porto-F. Sá-Carneiro, - Poznań (Posnanie)-H. Wieniawski, - Prague-Václav-Havel, - Quito-M. Sucre, - Rennes-Saint-Jacques, - Rio de Janeiro/Galeão, - Riyad-roi Khaled, - Rome Léonard-de-Vinci/Fiumicino, - Saint-Martin - Princesse-Juliana, - Sandefjord-Torp, - San Francisco, - Santiago du Chili-A.-M.-Benítez, - São Paulo/Guarulhos, - Séoul-Incheon, - Shanghai-Pudong, - Singapour-Changi, - Southampton, - Split, - Stavanger, - Stockholm-Arlanda, - Stuttgart, - Taïwan-Taoyuan, - Tel Aviv - Ben Gourion, - Tokyo-Narita, - Toronto (Pearson), - Toulouse-Blagnac, - Trondheim, - Turin S.-Pertini (Caselle), - Valence, - Vancouver, - Varsovie-Chopin, - Venise - Marco Polo, - Vienne-Schwechat, - Washington-Dulles, - Wrocław-N. Copernic, - Xiamen-Gaoqi, - Zagreb-Pleso, - Zanzibar, - Zurich En saison : - Biarritz-Pays Basque, - Bridgetown-Grantley-Adams, - Cancún, - Dubrovnik, - Ibiza, - Liberia-D.-Oduber, - Miami, - Palma de Majorque, - Rovaniemi, - Salt Lake City, - San José-J. Santamaría |
| Korean Air                    | Séoul-Incheon |
| Kuwait Airways                | Koweït |
| LOT Polish Airlines           | Varsovie-Chopin |
| Lufthansa                     | Francfort, Munich-F. J. Strauß |
| Middle East Airlines          | Beyrouth-Rafic Hariri |
| Norwegian Air Shuttle         | Copenhague-Kastrup, Oslo-Gardermoen, Stockholm-Arlanda |
| Pegasus Airlines              | Antalya, Istanbul-S. Gökçen En saison : Bodrum-Milas, Izmir-A. Menderes, Kayseri-Erkilet, Konya |
| Qatar Airways                 | Doha-Hamad |
| Royal Air Maroc               | Casablanca-Mohammed-V, Nador, Tanger En saison : Al Hoceïma-Cherif Al Idrissi, Fès-Saïss, Oujda-Les Angades |
| Royal Jordanian               | Amman-Reine-Alia |
| Ryanair                       | Dublin, Malaga-Costa del Sol |
| Saudia                        | Djeddah - Roi-Abdelaziz En saison : Riyad-roi Khaled |
| Scandinavian Airlines         | Copenhague-Kastrup, Oslo-Gardermoen, Stockholm-Arlanda |
| Singapore Airlines            | Singapour-Changi |
| Sky Express                   | En saison : Héraklion-N. Kazantzákis, Kos, Zante D.-Solomós |
| Sun D'Or                      | En saison : Tel Aviv - Ben Gourion |
| SunExpress                    | Izmir-A. Menderes En saison : - Adana-Sakirpasa, - Ankara Esenboğa, - Antalya, - Dalaman, - Kayseri-Erkilet, - Konya |
| Surinam Airways               | Paramaribo-J. A. Pengel |
| Swiss International Air Lines | Zurich |
| TAP Air Portugal              | Lisbonne-H. Delgado, Porto-F. Sá-Carneiro |
| TAROM                         | Bucarest-H. Coandă |
| Transavia                     | - Agadir-Al Massira, - Alicante-Elche, - Almeria, - Amman-Reine-Alia, - Athènes E.-Venizélos, - Barcelone-El Prat, - Bari-Karol Wojtyła, - Beyrouth-Rafic Hariri, - Casablanca-Mohammed-V, - Catane-Fontanarossa, - Dubaï, - Faro, - Fuerteventura, - Héraklion-N. Kazantzákis, - Ibiza, - Innsbruck-Kranebitten, - Lanzarote-Arrecife, - La Palma, - Larnaca, - Las Palmas/Gran Canaria, - Lisbonne-H. Delgado, - Ljubljana-Jože Pučnik, - Madère-C. Ronaldo, - Malaga-Costa del Sol, - Marrakech-Ménara, - Naples-Capodichino, - Nice-Côte d'Azur, - Pise-Galileo Galilei, - Porto-F. Sá-Carneiro, - Reykjavik-Keflavík, - Riga, - Salzbourg-W. A. Mozart, - Séville-San Pablo, - Tel Aviv - Ben Gourion, - Ténériffe-Sud Reine Sofia, - Thessalonique-Makedonía, - Valence En saison : - Ajaccio-Napoléon-Bonaparte, - Antalya, - Bodrum-Milas, - Chambéry, - Charm el-Cheikh, - Chios, - Corfou-I. Kapodístrias, - Dalaman, - Dubrovnik, - Eilat-Ramon, - Gérone-Costa Brava, - Hurghada, - Izmir-A. Menderes, - Kalamata, - Céphalonie, - Kos, - La Canée I.-Daskaloyánnis, - Ljubljana-Jože Pučnik, - Minorque-Mahón, - Mykonos, - Olbia-Costa Smeralda, - Palerme Falcone-Borsellino, - Palma de Majorque, - Paphos, - Ponta Delgada-Jean Paul II, - Prévéza-Aktion, - Rhodes-Diagoras, - Sal-A. Cabral, - Sámos-Aristarque, - Santorin, - Split, - Tromsø, - Varna, - Vérone - Villafranca, - Zante D.-Solomós En saison charter : - Akureyri, - Ivalo, - Kittilä, - Kuusamo, - Rovaniemi, - Skellefteå |
| Transavia France              | Paris-Orly |
| TUI fly Netherlands           | - Alicante-Elche, - Aruba-Reine-Beatrix, - Banjul, - Rabil, - Bonaire-Flamingo, - Cancún, - Curaçao, - Fuerteventura, - Holguín-F. País, - Hurghada, - Lanzarote-Arrecife, - Las Palmas/Gran Canaria, - Malaga-Costa del Sol, - Montego Bay-Donald Sangster, - Paramaribo-J. A. Pengel, - Praia, - Punta Cana, - Sal-A. Cabral, - São Pedro C.-Évora, - Ténériffe-Sud Reine Sofia, - Varadero-J.-G.-Gómez En saison : - Antalya, - Bodrum-Milas, - Bourgas, - Catane-Fontanarossa, - Céphalonie, - Corfou-I. Kapodístrias, - Dakar-B. Diagne, - Dalaman, - Djerba-Zarzis, - Enfidha-Hammamet, - Faro, - Héraklion-N. Kazantzákis, - Ibiza, - Ivalo, - Izmir-A. Menderes, - Karpathos, - Kittilä, - Kos, - La Canée I.-Daskaloyánnis, - La Palma, - Madère-C. Ronaldo, - Marsa Alam, - Mombasa-Moi, - Mytilène-O. Elýtis, - Ohrid-Saint-Paul-l'Apôtre, - Olbia-Costa Smeralda, - Palma de Majorque, - Ponta Delgada-Jean Paul II, - Prévéza-Aktion, - Rhodes-Diagoras, - Sámos-Aristarque, - Skiathos-A. Papadiamándis, - Séville-San Pablo, - Skiathos-A. Papadiamándis, - Terceira-Lajes, - Zante D.-Solomós, - Zanzibar |
| Turkish Airlines              | Istanbul |
| United Airlines               | Chicago-O'Hare, Houston-George Bush, Newark-Liberty, Washington-Dulles En saison : San Francisco |
| Vueling                       | - Alicante-Elche, - Barcelone-El Prat, - Bilbao, - Florence-Peretola, - Lisbonne-H. Delgado, - Malaga-Costa del Sol, - Oviédo-Asturies, - Prague-Václav-Havel, - Rome Léonard-de-Vinci/Fiumicino, - Saint-Jacques-de-Compostelle, - Valence En saison : - Copenhague-Kastrup, - Ibiza, - Lanzarote-Arrecife, - Las Palmas/Gran Canaria, - Palma de Majorque, - Ténériffe-Sud Reine Sofia |
| WestJet                       | En saison : Calgary |
| XiamenAir                     | Xiamen-Gaoqi |

Actualisé le 30/07/2021. Actualisé le 29/12/2022.